# Crimson and Clover
«Crimson and Clover» es una canción de Tommy James and the Shondells, escrita por Tommy James y Peter Lucia. Fue uno de los grandes éxitos de los sesenta y alcanzó el número uno en el Billboard Hot 100 de Estados Unidos en 1969. Es también una de las canciones símbolo del llamado "pop-rock psicodélico".
Está incluida en el álbum del mismo título (1968), un éxito en sí mismo, que alcanzó el puesto número ocho en las listas pop [cita requerida].
Esta canción es famosa por el efecto vocal único que aparece hacia el final de la misma, para el que Tommy James enchufó su micrófono a un amplificador de la guitarra, activó el efecto de trémolo o sucesión rápida de notas, y cantó repetidamente "crimson and clover, over and over", creando un efecto tembloroso en su voz. Cuando se puso a la venta en diciembre del 68, muchos de los que escucharon la canción creían que decía "Christmas is over" en lugar de "crimson and clover".
Hay dos versiones de esta canción: la del álbum, con un solo de guitarra que dura más de cinco minutos, y la del sencillo, en la que el solo de guitarra está cortado y dura menos de tres minutos y medio.
Varios artistas han interpretado esta canción. Entre ellos están:
- Joan Jett, que versionó el tema en 1981 junto a su grupo Joan Jett and the Blackhearts, imprimiéndole un estilo más punk.
- 2Young, a mediados de los 90, con un estilo de hip-hop.
- Cher y su hijo Elijah Blue Allman en 1999.
- Jimmy Eat World cita la canción en su sencillo "A Praise Chorus", extraído del exitoso álbum Bleed American en (2001). En esta canción, Tom Linton repite constantemente "crimson and clover, over and over" de fondo, mientras el líder de la banda, Jim Adkins, continúa con el estribillo.
- Kings of Leon también cita la canción en su sencillo "California Waiting", del álbum Youth and Young Method, que los catapultó a la fama.
- Dolly Parton
- El grupo mexicano de finales de los sesenta Las Moskas incluyeron una versión en su LP Venus (1970) bajo el título "Amor sin suerte"
- PRINCE grabó una versión el 18 de diciembre de 2009 que acompaña in videoclip promocional de su último trabajo LotusFlow3r
- El grupo chileno Aguaturbia realizó un cover de la canción en estilo psicodélico en 1969

En otras ocasiones se han usado partes del tema como samples o inspiración para la letra o la música de otras canciones, como en el caso de Black Magic de Jarvis Cocker.
Erróneamente se le atribuye a la Velvet Underground y también a Simon and Garfunkel
- Datos: Q5185718